# Мёрк, Кристиан
Кристиан Мёрк (дат. Christian Mørk; род. 5 января 1966, Фредериксберг) — датский писатель, в прошлом журналист газеты «The New York Times» в США.
Кристиан Мёрк — сын актёров Эрика Мёрка и Сюссе Волд. Вырос в Фредериксберге. В 14-летнем возрасте переехал в Америку, чтобы пойти в школу-интернат. В 1988 году, в возрасте 21 года переехал на постоянное жительство в США, где получил образование в колледже Марлборо в Вермонте по социологии и истории, а затем получил степень магистра журналистики в Колумбийском университете в Нью-Йорке. После многолетней работы режиссёром в Лос-Анджелесе (Калифорния) и редактором газеты «Варьете», он вернулся в Нью-Йорк, где писал статьи для разделов о культуре в «Нью-Йорк Таймс».
Мёрк опубликовал пять романов и серию триллеров. Его книги издавались и продавались в 19 странах. Кристиан Мёрк пишет свои книги на английском, которым свободно владеет, а затем переводит их на датский. По жанру его произведения представляют собой остросюжетную приключенческую литературу, с элементами мистики.